# Station Fontainebleau - Forêt
Station Fontainebleau - Forêt is een spoorweghalte aan de spoorlijn Paris-Gare-de-Lyon - Marseille. Het ligt in het Forêt de Fontainebleau in de Franse gemeente Fontainebleau in het departement Seine-et-Marne (Île-de-France).

## Geschiedenis
Het station werd in 1950 aan de op 3 januari 1849 geopende sectie Melun - Montereau geopend, om het Forêt de Fontainebleau te bereiken. Sinds de opening is het station eigendom van de Société nationale des chemins de fer français (SNCF).

## Ligging
Het station ligt op kilometerpunt 55,000 van de spoorlijn Paris-Gare-de-Lyon - Marseille. Het station heeft slechts een perron, in de richting Parijs → Marseille, wat begroeid is. Het station ligt midden in het Forêt de Fontainebleau. Het station is alleen te bereiken per onverhard pad, en er mag alleen uitgestapt worden. Het station wordt gebruikt door recreanten.

## Diensten
Het station wordt aangedaan door treinen van Transilien lijn R, die rijden tussen Paris-Gare de Lyon en Montereau. Vanwege de staat van het station en de stationsbuurt stoppen hier alleen in het weekend en op feestdagen enkele treinen.

## Vorig en volgend station
| Richting           | Vorig station | Lijn    | Volgend station      | Richting                        |
| ------------------ | ------------- | ------- | -------------------- | ------------------------------- |
| Paris-Gare de Lyon | Bois-le-Roi   | Trans R | Fontainebleau - Avon | Montereau (via Moret) Montargis |